# جيمس هارجريفز
جيمس هارجريفز (بالإنجليزية: James Hargreaves)‏(1722؟ - 1778م). مخترع دولاب الغزل وهو أول آلة ناجحة تجاريًا لغزل العديد من الخيوط في وقت واحد. وبعد ذلك أضاف الإطار الذي يمسك بالطواف (لفات من خيوط القطن) ويدفع به بالتعاقب، والطواف يعمل على تكوين الخيوط. وحصل هارجريفز على براءة اختراع دولاب الغزل في 1770م، ومع ذلك يعتقد بأنه اخترعه في 1764م. وضاعف المكوك المتحرك لجون كاي كمية الملابس التي تنتجها آلة النسج.
عمل هارجريفز حائكًا في ستاندهيل بإنجلترا، واستخدم دولاب الغزل في البيت أولاً، وبعد ذلك باع بعض الآلات مما جعل براءة الاختراع غير صالحة، ولذلك لم يكافأ على اختراعه. وخشي الغزالون المحليون من تأثير اختراعه على مهنتهم فحرقوا دولاب الغزل وطردوه من المدينة. فانتقل إلى نوتنجهام في 1768م وساعد على إيجاد طاحونة ملائمة للطحن، واستخدمت المصانع الأخرى دولاب الغزل بدون مقابل. وعاش هارجريفز مرتاحًا أثناء السنوات الأخيرة من حياته، لكنه لم يحقق من اختراعه ما كان يتوقع من ربح.

دولاب الغزل

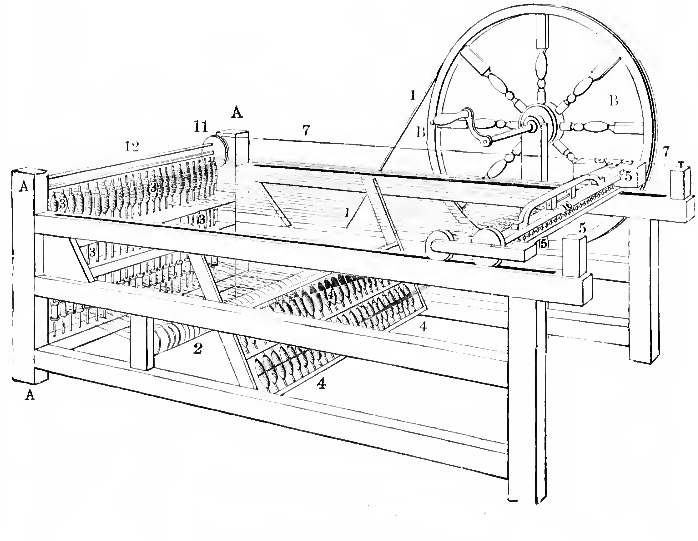